# ستانگچکی
ستانگچکی (به لهستانی:  Stańczyki) یک روستا در لهستان است که در گمینا دوبنگنکی واقع شده‌است. ستانگچکی ۳۵ نفر جمعیت دارد.